# Gaugerico di Cambrai
Gaugerico, in francese Saint Géry, (Carignan, VI secolo – Cambrai, 11 agosto circa 623-627) è stato vescovo di Cambrai e Arras tra VI e VII secolo, venerato come santo dalla Chiesa cattolica.

## Biografia
Secondo i più antichi cataloghi episcopali di Cambrai, databili al IX secolo, Gaugerico (Gaugericus) fu il 3º successore di san Vedasto (Vaast) sulle cattedre unite di Cambrai e Arras. Di lui esiste una Vita considerata quasi contemporanea ai fatti raccontati.
Gaugerico nacque a Eposium, corrispondente all'odierna città di Carignan nel dipartimento francese delle Ardenne, figlio di Gaudenzio e Austadiola. Venne ordinato diacono da san Magnerico, vescovo di Treviri. Fu scelto come vescovo di Cambrai e Arras, che all'epoca erano unite, dal re Childeberto II e consacrato da Egidio, metropolita di Reims. Queste indicazioni cronologiche pongono l'inizio dell'episcopato di Gaugerico tra il 584, anno in cui morì Chilperico I e Cambrai venne annessa al regno dell'Austrasia, e il 590, anno in cui Egidio venne deposto.
Storicamente, Gaugerico è documentato in occasione della sua partecipazione al concilio di Parigi del 10 ottobre 614; negli atti conciliari la sua sottoscrizione, ex civitate Marace Gaugericus episcopus, compare tra i vescovi Leodomundo di Eauze e Siagrio di Grenoble.
Morì, dopo 39 anni di episcopato, l'11 agosto di un anno incerto, compreso comunque tra il 623 e il 627. Il suo successore, Bertoaldo, è storicamente documentato il 27 settembre 627.

## Culto
Nelle versioni altomedievali del martirologio geronimiano, la festa di san Gaugerico è ricordata all'11 agosto (In Cameraco natalis sancti Gaurici confessoris) e al 16 agosto (Depositio sancti Gaurici episcopi et confessoris). Nel Martirologio Romano redatto dal Baronio la sua festa venne fissata all'11 agosto. L'odierno martirologio, riformato a norma dei decreti del Concilio Vaticano II, ricorda il santo vescovo con queste parole: